# Петров, Александр Андреевич (актёр)
Алекса́ндр Андре́евич Петро́в (род. 25 января 1989, Переславль-Залесский, Ярославская область) — российский актёр театра, кино, телевидения и дубляжа, кинорежиссёр и сценарист. Двукратный лауреат премии «Золотой орёл»: за «Лучшую мужскую роль в кино» («Текст», 2020) и «Лучшую мужскую роль на телевидении» («Sпарта», 2019).

## Биография

### Ранние годы
Родился 25 января 1989 года в Переславле-Залесском. Отец — Андрей Генрихович Петров, мать — Алевтина Анатольевна Петрова. Окончил школу № 4 Переславля-Залесского. Учился на экономическом факультете Переславского университета. Во время учёбы входил в состав команды КВН, был членом студенческого совета, играл в театре-студии «Антреприза» под руководством В. А. Иваненко.

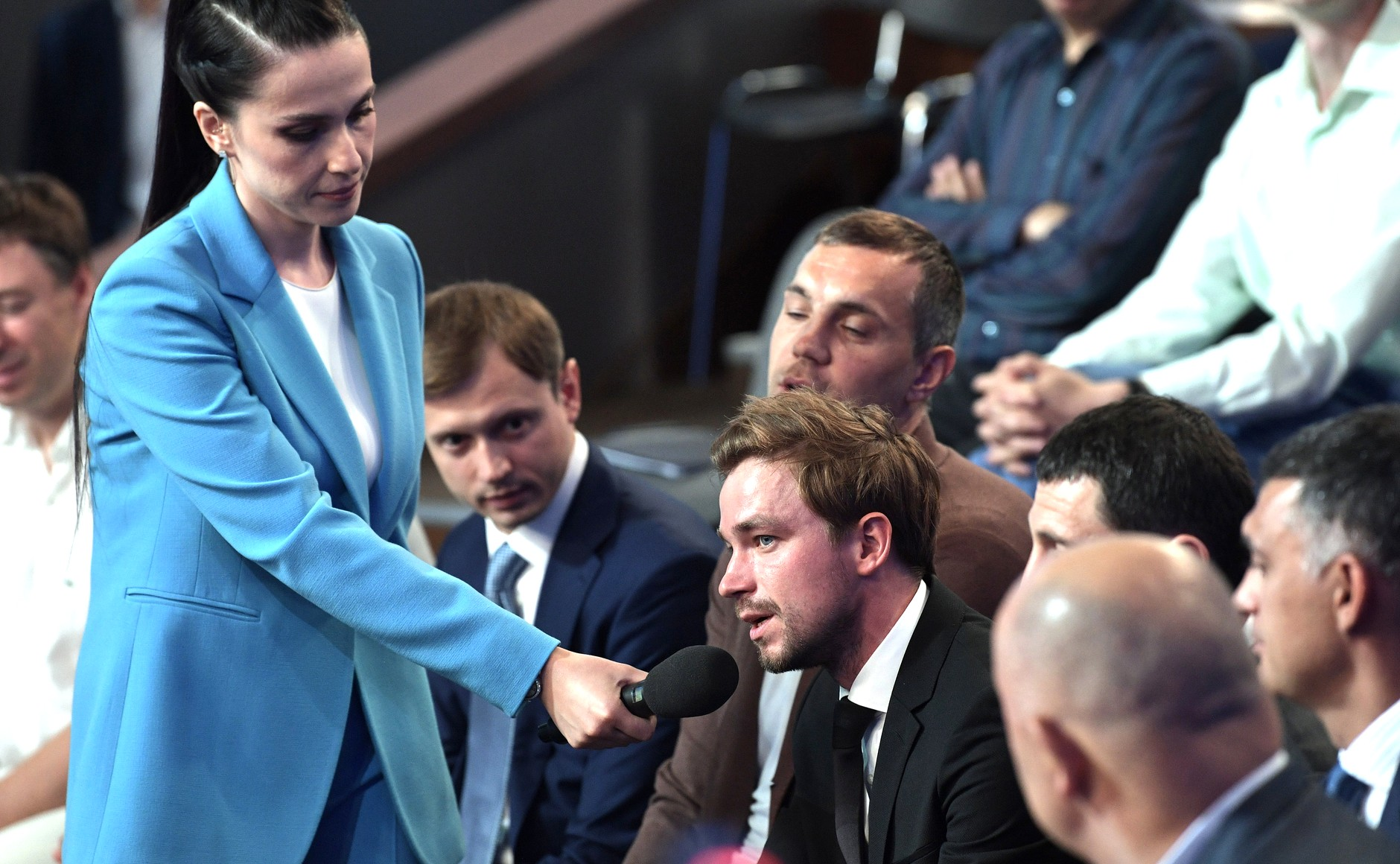
Во время Прямой линии с Владимиром Путиным (20 июня 2019 года)

На театральном фестивале в городе Похвистнево (Самарская область) на мастер-классах познакомился с педагогами ГИТИСа, в том числе и с Леонидом Хейфецем, после чего решил оставить экономический факультет на втором курсе и поступил в ГИТИС в мастерскую Хейфеца, который окончил в 2012 году.

### Карьера
Дебютировал в кино в 2010 году в эпизодической роли в телесериале «Голоса». В 2012 году сыграл главную роль в фэнтезийном телесериале «Пока цветёт папоротник».
В 2012—2013 годах служил в Московском театре «Et Cetera», 25 января 2013 года был принят в труппу театра имени Ермоловой под руководством Олега Меньшикова.
В 2019 году подписал эксклюзивный контракт с кинокомпаниями Art Pictures Studio и «Водород», обязывающий его в течение двух лет сниматься только в проектах этих студий.
В мае 2022 года стало известно, что Петров снимется в фильме Романа Полански «Дворец».
В апреле 2024 года состоялась премьера фильма «Сто лет тому вперёд» по мотивам одноимённой повести Кира Булычёва.

## Личная жизнь
С 2015 года встречался с киноактрисой Ириной Старшенбаум. В 2017 году они объявили о помолвке, но в июне 2019 года сообщили о разрыве.
С 2019 года по 2023 год состоял в отношениях с актрисой Стасей Милославской, с которой познакомился на съёмках фильма «Стрельцов».
10 сентября 2023 года женился на Виктории Антоновой; свадьба прошла 25 ноября 2023 года.
6 апреля 2025 года у пары родился сын Фёдор.

## Творчество

### Роли в театре
«Центр драматургии и режиссуры»
- «Развалины» (по пьесе Юрия Клавдиева, режиссёр Кирилл Вытоптов) — Савоська, старший сын Развалиной

«Et Cetera»
- «Шейлок» (по пьесе Уильяма Шекспира «Венецианский купец», режиссёр Роберт Стуруа) — Грациано

Московский драматический театр имени М. Н. Ермоловой
- «Гамлет» (по трагедии Уильяма Шекспира, режиссёр Валерий Саркисов) — Гамлет[23];
- «Петя и волк» (по сказке С. С. Прокофьева, режиссёр Карина Бесолти)[24];
- «Планета Максимус» (режиссёр Александр Петров)[25].

Московский драматический театр имени А. С. Пушкина
- «Вишнёвый сад» (по пьесе А. П. Чехова, режиссёр Владимир Мирзоев) — Ермолай Алексеевич Лопахин, купец[26].

### Фильмография
| Год       |     | Название                                     | Роль                                                                           |
| --------- | --- | -------------------------------------------- | ------------------------------------------------------------------------------ |
| 2010      | с   | Голоса (двенадцатая и тринадцатая серии)     | Лёха, трейсер                                                                  |
| 2012      | ф   | Август. Восьмого                             | Яшка, командир танка                                                           |
| 2012      | с   | Пока цветёт папоротник                       | Кирилл Андреев, журналист                                                      |
| 2013      | ф   | Летние каникулы                              | Петя Лютиков                                                                   |
| 2013      | с   | Марьина роща (девятая серия «Карточки»)      | Игорь Спиридонов                                                               |
| 2013      | с   | Петрович (фильм третий. «Волк»)              | Денис Волковский                                                               |
| 2013      | с   | Второе дыхание                               | Илья                                                                           |
| 2013      | ф   | Привычка расставаться                        | Денис                                                                          |
| 2013      | ф   | Ёлки 3                                       | Славик                                                                         |
| 2013      | с   | Обнимая небо                                 | Иван Котов                                                                     |
| 2013      | с   | Без права на выбор                           | Лёха                                                                           |
| 2013      | ф   | ЖЖ                                           | парень в бейсболке                                                             |
| 2013      | кор | Холодильник                                  | Макс                                                                           |
| 2013      | кор | Волшебное Рождество в Москве                 | Паша                                                                           |
| 2014      | ф   | Любовь в большом городе 3                    | Артём Исаев-младший                                                            |
| 2014      | ф   | Форт Росс: В поисках приключений             | Крюков, купец                                                                  |
| 2015      | ф   | Счастье — это...                             | Артём                                                                          |
| 2015      | ф   | Раскоп                                       | Паша в юности                                                                  |
| 2015—2017 | с   | Закон каменных джунглей                      | Вадим Рослин (Вадик-Пулемёт)                                                   |
| 2015      | с   | Фарца                                        | Андрей                                                                         |
| 2015      | кор | Угонщик                                      | Кирилл                                                                         |
| 2015      | с   | Метод                                        | Евгений Владимирович Осмысловский, однокурсник и любовник Есении, сын генерала |
| 2015      | ф   | Неуловимые: Последний герой                  | Мститель                                                                       |
| 2016      | мф  | Волки и овцы: бееезумное превращение         | Серый (озвучивание)                                                            |
| 2016—2018 | с   | Полицейский с Рублёвки                       | Григорий Измайлов                                                              |
| 2016      | кор | Подарок Веры                                 | Антон                                                                          |
| 2016      | с   | Мата Хари                                    | Матьё Ниво, вор и убийца                                                       |
| 2016      | с   | Пьяная фирма                                 | Григорий Штучный в молодости                                                   |
| 2017      | с   | Вы все меня бесите                           | Марк                                                                           |
| 2017      | ф   | Зима                                         | Макс                                                                           |
| 2017      | ф   | Притяжение                                   | Артём Романович Ткачёв                                                         |
| 2017      | ф   | Затмение                                     | Алекс                                                                          |
| 2017      | ф   | Гоголь. Начало                               | Николай Васильевич Гоголь                                                      |
| 2017      | ф   | Напарник                                     | Хромов в теле младенца (захват движения)                                       |
| 2018      | ф   | Лёд                                          | Саша Горин                                                                     |
| 2018      | с   | Sпарта                                       | Барковский                                                                     |
| 2018      | ф   | Гоголь. Вий                                  | Николай Васильевич Гоголь                                                      |
| 2018      | ф   | День до                                      | Рома                                                                           |
| 2018      | ф   | Гоголь. Страшная месть                       | Николай Васильевич Гоголь                                                      |
| 2018      | с   | Звоните ДиКаприо!                            | Егор Румянцев, актёр                                                           |
| 2018      | ф   | Полицейский с Рублёвки. Новогодний беспредел | Гриша Измайлов                                                                 |
| 2018      | ф   | Т-34                                         | Ивушкин                                                                        |
| 2019      | с   | Гоголь                                       | Николай Васильевич Гоголь                                                      |
| 2019      | с   | Беловодье. Тайна затерянной страны           | Кирилл Андреев                                                                 |
| 2019      | ф   | Анна                                         | Пётр                                                                           |
| 2019      | ф   | Герой                                        | Андрей                                                                         |
| 2019      | ф   | Текст                                        | Илья Горюнов                                                                   |
| 2020      | ф   | Вторжение                                    | Артём Романович Ткачёв                                                         |
| 2020      | ф   | Лёд 2                                        | Саша Горин                                                                     |
| 2020      | ф   | Стрельцов                                    | Эдуард Стрельцов                                                               |
| 2020      | с   | Метод 2                                      | Женя                                                                           |
| 2021      | ф   | Человек Божий                                | Кости                                                                          |
| 2022      | с   | Надвое                                       | Саня                                                                           |
| 2022      | ф   | Лавстори                                     | Сева Горелов                                                                   |
| 2022      | ф   | Происшествие в стране Мульти-Пульти          | Трус                                                                           |
| 2023      | ф   | Непослушная                                  | Матвей                                                                         |
| 2023      | ф   | Дворец                                       | русский гость                                                                  |
| 2024      | ф   | Лёд 3                                        | Александр Горин                                                                |
| 2024      | ф   | Сто лет тому вперёд                          | Весельчак У                                                                    |
| 2025      | ф   | Василий                                      | Вася / Коля                                                                    |
| 2025      | ф   | Декабрь                                      | Сергей Есенин                                                                  |
| 2025      | ф   | Почтарь                                      | почтарь                                                                        |
| 2025      | ф   | Кракен                                       | Виктор Воронин                                                                 |
| 2025      | ф   | Последний хранитель Беловодья                | Кирилл Андреев, хранитель Беловодья                                            |
| 2026      | ф   | Буратино                                     | кот Базилио, уличный мошенник, притворяющийся слепым                           |

### Роли в видеоклипах
- 2016 — «Breaking The Stones» (Ocean Jet, OST «#Зановородиться»)[27]
- 2019 — «Страшно так жить» (Баста, OST «Текст»)[28]
- 2020 — «Liquid Lunch» (Caro Emerald, ERICA Bi — Cover)

## Оценки
Сергей Майоров, генеральный продюсер фильма «Пока цветёт папоротник»: 

Саша Петров — очень талантливый парень, уникальный неврастенический тип классического артиста. Такими были Смоктуновский, Борисов, Кайдановский. Такими являются Борис Плотников, Евгений Миронов. В этом году он окончил ГИТИС, и его уже буквально расхватали в полные метры.— 
Илья Куликов, сценарист: 

Он молодой, его не так знают, как остальных, но по мне — он самый крутой актёр сейчас. Крут тем, что он автор своей роли — он тебя всегда слушает, но всегда добавляет что-то своё. Когда он приезжает на площадку, он готов работать и, когда включается камера, перестаёт быть собой и превращается в того человека, который написан в сценарии. Это странное волшебство, но оно есть.— 

## Награды и номинации

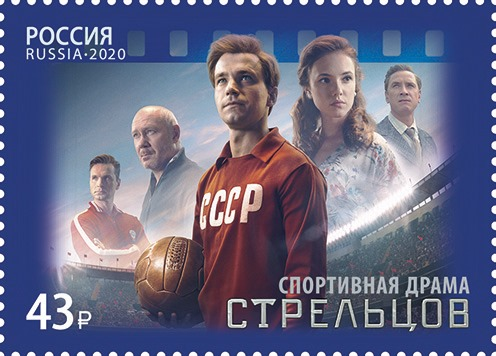
Почта России (2020). Фильм «Стрельцов»

- 2017 — Премия «Больше чем звёзды» журнала «ОK!» — приз в номинации «Главный герой. Кино».[31]
- 2018 — Национальный кинофестиваль дебютов «Движение» (основной конкурс «Движение. Вперёд») — приз за блистательный актёрский тандем (совместно с Андреем Бурковским, телесериал «Звоните ДиКаприо!»).[32]
- 2018 — Премия «Человек года» журнала «GQ»: приз «Актёр года» и «L’art de vivre» от партнёра церемонии S.T. Dupont.[33]
- 2019 — номинация на премию «Золотой орёл» за лучшую мужскую роль в кино (фильм «Гоголь. Вий»).
- 2019 — номинация на премию «Золотой орёл» за лучшую мужскую роль в кино (фильм «Лёд»).
- 2019 — Премия «Золотой орёл» за лучшую мужскую роль на телевидении (телесериал «Sпарта»).
- 2019 — Кинофестиваль российского кино в Онфлёре: приз за лучшую мужскую роль (совместно с Иваном Янковским, фильм «Текст»).[34]
- 2019 — Премия «Событие года» журнала «Кинорепортёр»: приз «Актёр года» (фильм «Текст»).[35]
- 2020 — Премия «Золотой орёл» за лучшую мужскую роль в кино (фильм «Текст»).[36]
- 2020 — номинация на премию «Золотой орёл» за лучшую мужскую роль в кино (фильм «Т-34»).
- 2020 — номинация на премию «Золотой орёл» за лучшую мужскую роль на телевидении (телесериал «Звоните ДиКаприо!»).
- 2021 — номинация на премию «Золотой орёл» за лучшую мужскую роль в кино (фильм «Стрельцов»).